# Yttrocolumbite-(Y)
L'yttrocolumbite-(Y) è un minerale.